# NGC 4211
إن جي سي 4211 التي يرمز لها بالرمز NGC 4211، هي مجرة، في كوكبة الهلبة.

## الاكتشاف
اكتشفت في 30 أبريل 1881، بواسطة إدوارد ستيفان.

## روابط خارجية
- NGC 4211 على موقع ويكي سكاي: DSS2, SDSS, GALEX, IRAS, Hydrogen α, X-Ray, Astrophoto, Sky Map, Articles and images